# Emanuel Prinz zu Salm-Salm
Emanuel Philipp Nikolaus Johann Felix Prinz zu Salm-Salm (* 6. Dezember 1961 in Münster) ist ein deutscher Jurist, Forst- und Landwirt und seit 2011 Präsident des katholischen Bundes der Historischen Deutschen Schützenbruderschaften. Seit 2024 ist er Chef des Hauses Salm-Salm.

## Leben
Emanuel zu Salm-Salm ist das älteste von vier Kindern von Carl Philipp Prinz zu Salm-Salm und Erika, geborene von Morgen (* 19. März 1935; † 17. April 2007).
Nach seinem Abitur am St.-Georg-Gymnasium in Bocholt absolvierte er eine Lehre zum Bankkaufmann bei der Deutschen Bank in Soest. Von 1985 bis 1991 studierte er Rechtswissenschaften an den Universitäten Hamburg, Köln und Münster und promovierte.
Zunächst arbeitete Salm-Salm als persönlicher Assistent des Bundestagsabgeordneten und späteren Ministers Matthias Wissmann, danach in der Geschäftsführung der Oppenheim Vermögenstreuhand GmbH des Bankhauses Sal. Oppenheim und anschließend als Geschäftsführer der DTP Neue Medien.
Gegenwärtig führt er die Fürstlich Salm-Salm’schen Verwaltung, die Vermögensverwaltung der Familie, die er 2001 von seinem Vater übernommen hat. Er ist verheiratet und lebt in Rhede. Mit dem Tod seines Vaters (6. August 2024) wurde Emanuel Prinz zu Salm-Salm Chef des Hauses Salm-Salm. Nach historischem Adelsrecht und historischer Titulatur wird er als 10. Fürst zu Salm-Salm, 10. Fürst zu Salm-Kyrburg, 15. Fürst zu Salm, Wild- und Rheingraf, Fürst zu Ahaus und Bocholt, Herzog von Hoogstraeten, Markgraf und Herzog von Monferrato sowie Herr zu Anholt, Vinstingen und Werth betrachtet.
Neben dem Herrenhaus Schloss Rhede gehört seiner Familie auch die Wasserburg Anholt in Isselburg. Somit ist er Inhaber einer der wenigen großen Park- und Schlossanlagen Nordrhein-Westfalens in Privatbesitz. Burg Anholt beherbergt ein öffentlich zugängliches kunstgeschichtlich bedeutendes Museum für niederländische, flämische und deutsche Kunst sowie eine kulturhistorisch wertvolle Bibliothek und eines der wenigen großen, noch privat geführten Archive in der Bundesrepublik, das der Forschung offensteht. Darüber hinaus umfasst das Ensemble der Wasserburg Anholt einen Golfclub, ein Hotel und Restaurants sowie einen der Öffentlichkeit zugänglichen historischen Wildpark, die Anholter Schweiz.

## Engagement
Am 27. März 2011 übernahm er das als Hochmeister bezeichnete Amt eines Präsidenten des Bundes der Historischen Deutschen Schützenbruderschaften von Hubertus Prinz zu Sayn-Wittgenstein-Berleburg. Außerdem war er von 2011 bis 2016 Mitglied des Zentralkomitees der deutschen Katholiken, bis 2015 engagierte er sich im Kuratorium der Jugendstiftung „hilfreich, edel und gut“ des Diözesanverbands Essen im Bund der Deutschen Katholischen Jugend und weiterer katholischer Einrichtungen wie dem Trägerverein 101. Deutscher Katholikentag Münster e. V. Des Weiteren ist er Stiftungsvorstand von Stiftung Ja zum Leben und ist als Justiz- und Großkreuzritter des spanischen Konstantin-Ordens von St. Georg deren deutscher Delegat. Ferner ist Salm Kuratoriumsmitglied der Gesellschaft für historische Landeskunde des westlichen Münsterlands e. V. und Beirat der Vereinigung Westfälischer Adelsarchive. Seit November 2016 ist Salm Ritter des Ordens vom Goldenen Vlies, seit 2025 Träger des Landesverdienstordens von Nordrhein-Westfalen.

## Dissertation
- Die Entstehung des fürstlich Salm-Salm’schen Fideikommisses unter besonderer Berücksichtigung der vor den höchsten Reichsgerichten geführten Prozesse bis zum Pariser Brüdervergleich vom 5. Juli 1771 (= Ius vivens. Abt. B: Rechtsgeschichtliche Abhandlungen. 3). Lit, Münster 1996, ISBN 3-8258-2605-8 (Zugleich: Münster, Universität, Dissertation, 1995).